# Ginnastica ritmica ai Giochi mondiali 2022 - Cerchio
La gara del cerchio di ginnastica ritmica ai Giochi mondiali 2022 si è svolta il 12 luglio 2022 a Birmingham.

## Risultati

### Qualificazioni
| Rank | Atleta                     | Difficoltà | Esecuzione | Composizione Artistica | Penalità | Totale | Note |
| ---- | -------------------------- | ---------- | ---------- | ---------------------- | -------- | ------ | ---- |
| 1    | Boryana Kaleyn             | 18.000     | 8.750      | 8.700                  | -0.050   | 35.400 | Q    |
| 2    | Daria Atamanov             | 16.800     | 8.700      | 8.650                  | -0.050   | 34.100 | Q    |
| 3    | Sofia Raffaeli             | 16.800     | 8.550      | 8.600                  | 0.000    | 33.950 | Q    |
| 4    | Ekaterina Vedeneeva        | 16.100     | 8.550      | 8.300                  | -0.050   | 32.900 | Q    |
| 5    | Fanni Pigniczki            | 16.700     | 7.950      | 8.150                  | 0.000    | 32.800 | Q    |
| 6    | Evita Griskenas            | 15.400     | 8.500      | 8.400                  | 0.000    | 32.300 | Q    |
| 7    | Viktoriia Onopriienko      | 15.400     | 8.350      | 8.200                  | 0.000    | 31.950 | Q    |
| 8    | Zohra Aghamirova           | 14.700     | 8.100      | 8.250                  | 0.000    | 31.050 | Q    |
| 9    | Milena Baldassarri         | 14.100     | 8.350      | 8.300                  | 0.000    | 30.750 | R    |
| 10   | Teresa Gorospe             | 15.000     | 7.950      | 7.600                  | -0.100   | 30.450 | R    |
| 11   | Lili Mizuno                | 14.100     | 8.150      | 8.150                  | 0.000    | 30.400 | R    |
| 12   | Annaliese Dragan           | 14.300     | 7.550      | 8.050                  | 0.000    | 29.900 |      |
| 13   | Naruha Suzuki              | 13.800     | 7.750      | 7.850                  | -0.050   | 29.350 |      |
| 14   | Eva Brezalieva             | 13.500     | 7.700      | 8.000                  | 0.000    | 29.200 |      |
| 15   | Polina Karika              | 13.400     | 7.900      | 7.750                  | 0.000    | 29.050 |      |
| 16   | Ekaterina Fetisova         | 13.500     | 8.050      | 7.500                  | -0.150   | 28.900 |      |
| 17   | Ana Luisa Passos           | 13.400     | 7.850      | 7.650                  | 0.000    | 28.900 |      |
| 18   | Elisabeth Jamil            | 14.000     | 7.300      | 7.600                  | -0.050   | 28.850 |      |
| 19   | Hisano Taguchi             | 12.900     | 8.000      | 7.900                  | 0.000    | 28.800 |      |
| 20   | Alexandra Kiroi-Bogatyreva | 12.000     | 7.800      | 7.900                  | 0.000    | 27.700 |      |
| 21   | Joowon Kim                 | 10.900     | 7.000      | 7.100                  | 0.000    | 25.000 |      |
| 22   | Shannon Gardiner           | 9.600      | 7.700      | 7.400                  | 0.000    | 24.700 |      |

### Finale
| Rank | Atleta                | Difficoltà | Esecuzione | Composizione Artistica | Penalità | Totale | Note |
| ---- | --------------------- | ---------- | ---------- | ---------------------- | -------- | ------ | ---- |
| 1    | Boryana Kaleyn        | 17.000     | 8.600      | 8.800                  | 0.000    | 34.400 |      |
| 2    | Sofia Raffaeli        | 17.300     | 8.400      | 8.650                  | 0.000    | 34.350 |      |
| 3    | Fanni Pigniczki       | 17.200     | 8.100      | 8.350                  | 0.000    | 33.650 |      |
| 4    | Ekaterina Vedeneeva   | 15.800     | 8.550      | 8.600                  | -0.050   | 32.900 |      |
| 5    | Zohra Aghamirova      | 15.000     | 8.150      | 8.300                  | 0.000    | 31.450 |      |
| 6    | Daria Atamanov        | 16.000     | 7.250      | 8.150                  | 0.000    | 31.400 |      |
| 7    | Evita Griskenas       | 14.000     | 7.450      | 8.150                  | 0.000    | 29.600 |      |
| 8    | Viktoriia Onopriienko | 13.500     | 6.900      | 7.300                  | 0.000    | 27.700 |      |